# Nemzeti bajnokság I 1911/1912
Jedenáctý ročník Nemzeti bajnokság I 1911/1912 (1. maďarské fotbalové ligy).
Turnaje se účastnilo již opět s desíti kluby, které byli v jedné skupině a hrály dvakrát každý s každým. Soutěž ovládl posedmé ve své klubové historii a obhájce minulých tří ročníků Ferencvárosi. Nejlepším střelcem se stal opět Imre Schlosser (34 branek), který hrál za Ferencvárosi.